# Франк II ван Борселен
Франк II ван Борселен (нидерл. Frank II van Borssele; ок. 1396 — 1470), граф Остревана — нидерландский государственный деятель.

## Биография
Сын Флориса ван Борселена, герра ван Синт-Мартиндик, Борселен и Зюйлен, и Маргериты ван Берген-Опзом. Последний законный представитель младшей линии дома ван Борселен — владетелей Борселена.
Подданный графа Иоганна III и графини Якобины Баварской, с конца 1421 по начало 1423 года играл важную роль в финансовом управлении их государств, одновременно в 1422—1423 годах являлся советником Иоганна III.
В 1422 году унаследовал замок Зюйлен, но тот был разрушен в том же году в ходе войны Крючков и Трески.
После смерти Иоганна III перешел на сторону Филиппа Бургундского, был великим капитаном земель Ворде и Аркел, и капитаном Харлема. 13 января 1426 участвовал в сражении бургундцев с объединенными силами англичан, Крючков и Якобины Баварской при Брауверсхафене. Закрыл собой герцога Бургундского и был ранен стрелой. После сражения вместе с Хендриком II ван Борселеном был посвящен герцогом в рыцари.
21 марта 1426 Филипп III Добрый назначил его капитан-генералом Зеландии. По условиям Делфтского мира 1428 года Якобина Баварская была признана наследницей своего отца, но правила под надзором Франка ван Борселена, ставшего статхаудером Голландии, Зеландии и Западной Фрисландии.
Оказал финансовую помощь Якобине, нуждавшейся в деньгах, затем вступил с ней в любовную связь. 1 июля 1432 любовники заключили тайный брак в Гааге. Узнав об этом, Филипп Добрый приказал арестовать Борселена и заключить в замок Рупелмонде. В обмен на его освобождение Якобина по условиям Гаагского соглашения 12 апреля 1433 передала Филиппу права на Эно, Голландию и Зеландию. Став частным лицом, она 1 марта 1434 вступила с Франком в официальный брак в Синт-Мартенсдике. Герцог Бургундский по этому случаю уступил Франку ван Борслену в пожизненное владение графство Остреван.
Якобина Баварская умерла в 1437 году от чахотки.
В 1445 году на капитуле в Генте Франк ван Борселен был принят в рыцари ордена Золотого руна.
Детей в браке с Якобиной не было, но позднее от связи с Маргаретой ван Херзеле (ум. 5.03.1496), внебрачной дочерью Даниеля ван Херзеле, владетеля Лилара, родился сын:
- Флорис (Франк), бастард ван Борселен (ранее 1459—1505), герр ван Кортгене, Эмелиссе, Велле и Памеле. Жена: Барбара ван Вассенар, дочь Яна ван Вассенара и Катрин де Кран